# Затурцівська сільська територіальна громада
Затурцівська сільська територіальна громада — територіальна громада в Україні, в Володимирському районі Волинської області. Адміністративний центр — село Затурці.
Площа громади — 241,22 км², населення — 6027 мешканців (2018).
Утворена 28 вересня 2017 року шляхом об'єднання Затурцівської, Зубильненської та Шельвівської сільських рад Локачинського району.. 21 вересня 2018 року добровільно приєдналися Кисилинська та Холопичівська сільські ради. 
Утворена згідно розпорядження Кабінету Міністрів України від 12 червня 2020 р. № 708-р у складі Війницької, Затурцівської, Зубильненської, Кисилинської, Озютичівської, Холопичівської та Шельвівської сільських рад Локачинського району.
19 липня 2020 року, в результаті адміністративно-територіальної реформи та ліквідації Локачинського району, громада увійла до складу Володимирського району.

## Населені пункти
До складу громади входять 26 сіл: Великий Окорськ, Війниця, Вілька-Садівська, Войнин, Гранатів, Губин, Журавець, Запуст, Затурці, Зубильне, Квасовиця, Кисилин, Малий Окорськ, Маньків, Михайлівка, Мовчанів, Озютичі, Павловичі, Садівські Дубини, Семеринське, Сірнички, Твердині, Тумин, Холопичі, Шельвів та Юнівка.